# TNA Destination X
Destination X é um evento pay-per-view (PPV) de luta profissional realizado pela Impact Wrestling atualmente no mês de agosto. O evento gira principalmente em torno da X-Division, os eventos de 2005, 2006, 2009 e 2010 tiveram lutas Ultimate X.

## Eventos
| 1                           | Destination X (2005)                   | 13 de março de 2005  | Orlando,Flórida          | Impact! Zone          | Jeff Jarrett (c) vs. Diamond Dallas Page pelo NWA World Heavyweight Championship.                                        | [ 2 ]  |
| 2                           | Destination X (2006)                   | 12 de março de 2006  | Orlando, Flórida         | Impact! Zone          | Christian Cage (c) vs. Monty Brown pelo NWA World Heavyweight Championship.                                              | [ 3 ]  |
| 3                           | Destination X (2007)                   | 11 de março de 2007  | Orlando, Flórida         | Impact! Zone          | Christian Cage (c) vs. Samoa Joe pelo NWA World Heavyweight Championship.                                                | [ 4 ]  |
| 4                           | Destination X (2008)                   | 9 de março de 2008   | Norfolk, Virgínia        | Norfolk Scope         | The Unlikely Alliance (Samoa Joe, Kevin Nash e Christian Cage) vs. The Angle Alliance (Kurt Angle, A.J. Styles e Tomko). | [ 5 ]  |
| 5                           | Destination X (2009)                   | 15 de março de 2009  | Orlando, Flórida         | Impact! Zone          | Sting (c) vs. Kurt Angle pelo TNA World Heavyweight Championship.                                                        | [ 6 ]  |
| 6                           | Destination X (2010)                   | 21 de março de 2010  | Orlando, Flórida         | Impact! Zone          | A.J. Styles (c) vs. Abyss pelo TNA World Heavyweight Championship.                                                       | [ 7 ]  |
| 7                           | Destination X (2011)                   | 10 de julho de 2011  | Orlando, Flórida         | Impact Wrestling Zone | A.J. Styles vs. Christopher Daniels                                                                                      | [ 8 ]  |
| 8                           | Destination X (2012)                   | 8 de julho de 2012   | Orlando, Flórida         | Impact Wrestling Zone | Bobby Roode (c) vs. Austin Aries pelo TNA World Heavyweight Championship                                                 | [ 9 ]  |
| 9                           | Impact Wrestling: Destination X        | 18 de julho de 2013  | Louisville, Kentucky     | Broadbent Arena       | Bully Ray (c) vs. Chris Sabin pelo TNA World Heavyweight Championship                                                    | [ 10 ] |
| 10                          | Impact Wrestling: Destination X (2014) | 31 de julho de 2014  | Nova Iorque, Nova Iorque | Grand Ballroom        | Lashley (c) vs. Austin Aries pelo TNA World Heavyweight Championship.                                                    |        |
| 11                          | Impact Wrestling: Destination X (2015) | 10 de junho de 2015  | Orlando, Flórida         | Impact Zone           | Kurt Angle (c) vs. Austin Aries pelo TNA World Heavyweight Championship.                                                 |        |
| 12                          | Impact Wrestling: Destination X (2016) | 12 de julho de 2016  | Orlando, Flórida         | Impact Zone           | Lashley (c) vs. Eddie Edwards pelo TNA World Heavyweight Championship.                                                   |        |
| 13                          | GFW Impact!: Destination X (2017)      | 17 de agosto de 2017 | Orlando, Flórida         | Impact Zone           | Lashley vs. Matt Sydal                                                                                                   | [ 11 ] |
| (c) - Campeão antes da luta |                                        |                      |                          |                       | |        |

## 2005
Destination X (2005) foi um evento pay-per-view realizado pela Total Nonstop Action Wrestling, ocorreu no dia 13 de março de 2005 no Impact! Zone na cidade de Orlando, Florida. Esta foi a primeira edição da cronologia do Destination X.
| Dark                           | Chris Candido e Andy Douglas derrotaram Lex Lovett e Buck Quartermain. | Tag team match                                                 | 07:58 |
| Dark                           | Kid Kash e Lance Hoyt derrotaram Cassidy Riley e Jerelle Clark. | Tag team match                                                 | 08:45 |
| 1                              | Team Canada (Eric Young, Bobby Roode, Petey Williams e A1) (com Coach D'Amore e Johnny Devine) derrotaram 3Live Kru (Konnan e B.G James) e America's Most Wanted (Chris Harris e James Storm) | Eight Man Tag team match                                       | 08:53 |
| 2                              | Chris Sabin derrotou Chase Stevens (com Chris Candido e Andy Douglas). | Singles match                                                  | 06:18 |
| 3                              | Dustin Rhodes derrotou Raven | Bullrope match                                                 | 06:10 |
| 4                              | The Disciples of Destruction (Don e Ron) (com Traci) derrotaram Phi Delta Slam (Bruno Sassi e Big Tilly) (com Trinity).                                                                       | Tag team match                                                 | 10:18 |
| 5                              | Monty Brown derrotou Trytan | Singles match                                                  | 05:26 |
| 6                              | Jeff Hardy derrotou Abyss | Falls Count Anywhere match                                     | 15:48 |
| 7                              | The Outlaw derrotou Kevin Nash | First Blood match                                              | 11:20 |
| 8                              | Christopher Daniels derrotou A.J. Styles (c), Ron Killings e Elix Skipper | Ultimate X Challenge match pelo NWA X Division Championship    | 25:19 |
| 9                              | Jeff Jarrett (c) derrotou Diamond Dallas Page | Ringside Revenge match pelo NWA World Heavyweight Championship | 21:40 |
| (c) - Campeão(s) antes da luta | |                                                                |       |

## 2006
Destination X (2006) foi um evento pay-per-view realizado pela Total Nonstop Action Wrestling, ocorreu no dia 12 de março de 2006 no Impact! Zone na cidade de Orlando, Florida. Esta foi a segunda edição da cronologia do Destination X.
| Dark                           | Shannon Moore derrotou Cassidy Riley. | Singles match                                         | 03:21 |
| Dark                           | The Diamonds in the Rough (David Young e Elix Skipper) (com Simon Diamond) derrotaram Shark Boy & Norman Smiley.                                                                   | Tag team match                                        | 03:17 |
| 1                              | Alex Shelley derrotou Jay Lethal. | Singles match                                         | 10:08 |
| 2                              | Lance Hoyt derrotou Matt Bentley (com Traci). | Singles match                                         | 07:59 |
| 3                              | Team Canada (Eric Young e Bobby Roode) (com Coach D´Amore e A1) derrotaram The Naturals (Andy Douglas & Chase Stevens)                                                             | Tag team match                                        | 12:24 |
| 4                              | The James Gang (Kip James e B.G James) e Bob Armstrong derrotaram The Latin American Xchange (Homicide, Machete e Konnan).                                                         | Six-Man Tag Team match                                | 06:38 |
| 5                              | Chris Sabin derrotou Petey Williams (com A1), Sonjay Dutt e Puma | Four-Way match                                        | 14:57 |
| 6                              | Jeff Jarrett, Abyss e America's Most Wanted (Chris Harris e James Storm) (com James Mitchell e Gail Kim) derrotaram a Rhino, Ron Killings e Team 3D (Brother Ray e Brother Devon). | 8-Man War                                             | 20:10 |
| 7                              | Christopher Daniels derrotou Samoa Joe (c) e A.J. Styles. | Ultimate X match pelo NWA X Division Championship     | 13:26 |
| 8                              | Christian Cage (c) derrotou Monty Brown | Singles match pelo NWA World Heavyweight Championship | 17:11 |
| (c) - Campeão(s) antes da luta | |                                                       |       |

## 2007
Destination X (2007) foi um evento pay-per-view realizado pela Total Nonstop Action Wrestling, ocorreu no dia 11 de março de 2007 no Impact! Zone em Orlando, Florida.  Esta foi a terceira edição da cronologia do Destination X.
| 1                              | The Latin American Xchange (Homicide e Hernandez) (com Konnan) derrotaram Team 3D (Brother Ray e Brother Devon) (com Johnny Rodz) | Ghetto Brawl                                                  | 14:49 |
| 2                              | James Storm e Jacqueline Moore derrotaram Petey Williams e Gail Kim                                                               | Double Bullrope match                                         | 07:52 |
| 3                              | Senshi derrotou Austin Starr | Move match (Crossface Chickenwing match)                      | 11:09 |
| 4                              | Voodoo Kin Mafia (B.G. James e Kip James) derrotaram The Heartbreakers (Antonio Thomas e Romeo Roselli) (com Christy Hemme).      | Tag team match                                                | 09:02 |
| 5                              | Chris Sabin (c) derrotou Jerry Lynn - Lynn derrotou Sabin (05:51) - Sabin derrotou Lynn (08:51) - Sabin derrotou Lynn (12:18)     | Two out of Three Falls match pelo NWA X Division Championship | 12:18 |
| 6                              | Rhino derrotou A.J. Styles | Elevation X match                                             | 09:05 |
| 7                              | Kurt Angle derrotou Scott Steiner.                                                                                                | Singles match                                                 | 11:42 |
| 8                              | Sting derrotou Abyss | Last Rites match                                              | 09:40 |
| 9                              | Christian Cage (c) derrotou Samoa Joe                                                                                             | Singles match pelo NWA World Heavyweight Championship         | 17:43 |
| (c) - Campeão(s) antes da luta | |                                                               |       |

## 2008
Destination X (2008) foi um evento pay-per-view realizado pela Total Nonstop Action Wrestling, ocorreu no dia 9 de março de 2008 no Norfolk Scope em Norfolk, Virginia. Suas frases foram: Are you afraid of heights?" "Are you scared of falling?" e "Who will fall and who will stand tall?" Esta foi a quarta edição da cronologia do Destination X.
| Dark                           | Roxxi Laveaux derrotou Angelina Love. | Singles match                                                                              | N/A   |
| 1                              | The Latin American Xchange (Homicide e Hernandez) (com Salinas) derrotaram The Motor City Machine Guns (Chris Sabin e Alex Shelley) e The Rock 'n Rave Infection (Lance Hoyt e Jimmy Rave) (com Christy Hemme) | Tag team 3-Way match para definir os desafiantes nº 1 pelo TNA World Tag Team Championship | 10:26 |
| 2                              | Jay Lethal (c) derrotou Petey Williams (com Rhaka Khan) | Singles match pelo TNA X Division Championship                                             | 11:39 |
| 3                              | Kaz e Eric Young derrotaram Black Reign e Rellik. | Tag team match                                                                             | 10:03 |
| 4                              | Awesome Kong (c) (com Raisha Saeed) derrotou Gail Kim e O.D.B. | 3-Way match pelo TNA Knockout Women's Championship                                         | 11:27 |
| 5                              | Curry Man e Shark Boy derrotaram Team 3D (Brother Ray e Brother Devon) | Fish Market Street Fight                                                                   | 13:13 |
| 6                              | Robert Roode (com Payton Banks) derrotou Booker T (com Tracy Brooks) | Stand By Your Man Strap match                                                              | 07:56 |
| 7                              | Rhino derrotou James Storm (com Jacqueline) | Elevation X match                                                                          | 13:13 |
| 8                              | The Unlikely Alliance (Samoa Joe, Kevin Nash e Christian Cage) derrotaram The Angle Alliance (Kurt Angle, A.J. Styles e Tomko)                                                                                 | Six Man Tag Team match                                                                     | 12:26 |
| (c) - Campeão(s) antes da luta | |                                                                                            |       |

## 2014
Destination X (2014) (também chamado de Impact Wrestling: Destination X) foi um evento de luta livre profissional realizado pela Total Nonstop Action Wrestling, ocorreu no dia 26 de junho de 2014 no Grand Ballroom em Nova Iorque, Nova Iorque, sendo exibido no dia 31 de julho de 2014. Assim como na edição anterior, este evento não foi realizado em formato de pay-per-view, mas sim como uma edição especial do Impact Wrestling. Esta foi a décima edição da cronologia do Destination X.
| #                              | Resultados                                                                                      | Estipulação                                                       | Tempo |
| ------------------------------ | ----------------------------------------------------------------------------------------------- | ----------------------------------------------------------------- | ----- |
| 1                              | The Wolves (Davey Richards e Eddie Edwards) (c) derrotaram The Hardys (Matt Hardy e Jeff Hardy) | luta de duplas pelo TNA World Tag Team Championship               | 10:06 |
| 2                              | Low Ki derrotou DJZ e Manik                                                                     | luta three-way pelo torneio pelo vago TNA X Division Championship | 05:11 |
| 3                              | Sanada derrotou Brian Cage e Crazzy Steve                                                       | luta three-way pelo torneio pelo vago TNA X Division Championship | 03:48 |
| 4                              | Samoa Joe derrotou Homicide e Tigre Uno                                                         | luta three-way pelo torneio pelo vago TNA X Division Championship | 09:15 |
| 5                              | Lashley (c) derrotou Austin Aries                                                               | luta individual pelo TNA World Heavyweight Championship           | 20:06 |
| (c) - Campeão(s) antes da luta |                                                                                                 |                                                                   |       |

## 2015
Destination X (2015) (também chamado de Impact Wrestling: Destination X) foi um evento de luta livre profissional realizado pela Total Nonstop Action Wrestling, ocorreu no dia 17 de maio de 2015 no Impact Zone em Orlando, Flórida, sendo exibido no dia 10 de junho de 2015 como um episódio especial do Impact Wrestling. Esta foi a décima primeira edição da cronologia do Destination X.
| 1                              | Kurt Angle (c) derrotou Rockstar Spud                 | luta individual pelo TNA World Heavyweight Championship           | 08:32 |
| 2                              | Low Ki derrotou Crazzy Steve e Manik                  | luta three-way pelo torneio pelo vago TNA X Division Championship | 03:32 |
| 3                              | Tigre Uno derrotou DJZ e Mandrews                     | luta three-way pelo torneio pelo vago TNA X Division Championship | 03:48 |
| 4                              | Taryn Terrell (c/ Jade e Marti Bell) vs. Awesome Kong |                                                                   |       |
| 5                              | Grado derrotou Cruz e Kenny King                      | luta three-way pelo torneio pelo vago TNA X Division Championship | 05:19 |
| 6                              | Bram derrotou Crimson                                 | Luta individual                                                   | 04:35 |
| 7                              | Kurt Angle derrotou Austin Aries                      | Luta individual pelo TNA World Heavyweight Championship           | 17:27 |
| (c) - Campeão(s) antes da luta |                                                       |                                                                   |       |

## 2016
Destination X (2016) (também chamado de Impact Wrestling: Destination X) foi um evento de luta livre profissional realizado pela Total Nonstop Action Wrestling, ocorreu no dia 12 de julho de 2016 no Impact Zone em Orlando, Flórida. Assim como nas edições anteriores, este evento não foi realizado em formato de pay-per-view, mas sim como uma edição especial do Impact Wrestling. Esta foi a décima segunda edição da cronologia do Destination X.
| 1                              | DJZ derrotou Rockstar Spud, Mandrews, Braxton Sutter e The Helms Dynasty (Trevor Lee & Andrew Everett) (c/ Gregory Shane Helms) | Ladder match para determinar o #1 contender pelo TNA X Division Championship          | 05:53 |
| 2                              | Bram derrotou Abyss (c/ Crazzy Steve)                                                                                           | Luta individual                                                                       | 04:05 |
| 3                              | Sienna (c) (c/ Allie) derrotou Gail Kim, Jade e Marti Bell                                                                      | Luta four-way pelo TNA Knockouts Championship                                         | 04:30 |
| 4                              | DJZ derrotou Mike Bennett (c/ Maria)                                                                                            | Luta individual                                                                       | 05:31 |
| 5                              | Drew Galloway vs. Ethan Carter III terminou sem vencedor                                                                        | Unsanctioned fight                                                                    | 03:37 |
| 6                              | Lashley (c) vs. Eddie Edwards (c) (c/ Davey Richards) terminou sem vencedor                                                     | Luta individual pelo TNA World Heavyweight Championship e TNA X Division Championship | 10:45 |
| (c) - Campeão(s) antes da luta | |                                                                                       |       |

## 2017
Destination X (2017) (também chamado de GFW Impact!: Destination X) foi um evento de luta livre profissional realizado pela Total Nonstop Action Wrestling, ocorreu no dia 17 de agosto de 2017 no Impact Zone em Orlando, Flórida. Assim como nas edições anteriores, este evento não foi realizado em formato de pay-per-view, mas sim como uma edição especial do Impact Wrestling. Esta foi a décima terceira edição da cronologia do Destination X.
| #                              | Resultados                                                                           | Estipulação                                                  | Tempo |
| ------------------------------ | ------------------------------------------------------------------------------------ | ------------------------------------------------------------ | ----- |
| 1                              | Sienna (c) derrotou Gail Kim                                                         | Luta individual pelo TNA Knockouts Championship              | 7:02  |
| 2                              | Dezmond Xavier derrotou Taiji Ishimori                                               | Luta individual pela final do torneio GFW Super X Cup (2017) | 8:56  |
| 3                              | Sonjay Dutt (c) derrotou Trevor Lee                                                  | Luta de escadas pelo TNA X Division Championship             | 16:03 |
| 4                              | Ohio Versus Everything (Dave Crist e Jake Crist) derrotou Jason Cade e Zachary Wentz | Luta de duplas                                               | 2:18  |
| 5                              | Matt Sydal derrotou Lashley                                                          | Luta individual                                              | 14:52 |
| (c) - Campeão(s) antes da luta |                                                                                      |                                                              |       |

1. ↑  «TNA DESTINATION X PPV FORMAT CONFIRMED | PWInsider.com». www.pwinsider.com. Consultado em 31 de outubro de 2022
2. 1 2  Adam Martin (13 de março de 2005). «Destination X PPV Results - 3/13/05 - from Orlando, Florida». Wrestleview. Consultado em 20 de novembro de 2010
3. 1 2  Adam Martin (12 de março de 2006). «Destination X PPV Results 3/12/06 Orlando, FL (Scott Steiner debuts)». Wrestleview. Consultado em 20 de novembro de 2010
4. 1 2  Adam Martin (11 de março de 2007). «Destination X PPV Results - 3/11/07 - Orlando, FL (Cage & Joe, more)». Wrestleview. Consultado em 20 de novembro de 2010
5. 1 2  Adam Martin (9 de março de 2008). «Destination X PPV Results - 3/9 - Norfolk, VA (Six Man Tag, and more)». Wrestleview. Consultado em 20 de novembro de 2010
6. ↑  Chris & Bryan Sokol (15 de março de 2009). «The TNA Destination X disaster». SLAM! Wrestling. Consultado em 20 de novembro de 2010
7. ↑  Bob Kapur (22 de março de 2010). «Destination X highlights the good, bad of TNA». SLAM! Wrestling. Consultado em 20 de novembro de 2010
8. ↑  James Caldwell (10 de julho de 2011). «Caldwell's TNA Destination X PPV Results 7/10: Ongoing "virtual time" coverage of live PPV - Styles vs. Daniels, Ultimate X, RVD vs. Lynn». PWTorch. Consultado em 10 de julho de 2011
9. ↑  Adam Martin (12 de março de 2012). «Date, location for TNA's Destination X PPV». Wrestleview.com. Consultado em 22 de junho de 2012
10. ↑  Caldwell, James (18 de julho de 2013). «Caldwell's TNA Impact results 7/18: Complete "virtual-time" coverage of "Destination X" Impact - TNA Title main event, BFG Series, three X Division qualifying matches, more». Pro Wrestling Torch. Consultado em 19 de julho de 2013
11. ↑  «MCMAHON'S GFW IMPACT REPORT 8/17: Destination X, Lashley vs. Sydal, Lee vs. Sonjay in a ladder match, Ishimori vs. Xavier, Sienna vs. Kim, GFW Title fallout». PW Torch. 17 de agosto de 2017. Consultado em 19 de agosto de 2017
12. 1 2  «Destination X 2005». Pro Wrestling History. Consultado em 20 de novembro de 2010
13. 1 2  «Destination X 2006». Pro Wrestling History. Consultado em 20 de novembro de 2010
14. 1 2  «Destination X 2007». Pro Wrestling History. Consultado em 20 de novembro de 2010
15. 1 2  «Destination X 2008». Pro Wrestling History. Consultado em 20 de novembro de 2010
16. ↑  Adam Martin (10 de março de 2008). «Dark Match result from Destination X, MTV's 'Made', 4/13 Lockdown PPV». Wrestleview. Consultado em 20 de novembro de 2010
17. ↑  «IMPACT Wrestling #525 - Destination X 2014». Cagematch. Consultado em 11 de agosto de 2017
18. ↑  Nemer, Paul (11 de junho de 2015). «TNA Impact Wrestling Results – 6/10/15 (Destination X)». Wrestleview
19. ↑  McMahon, Mike (12 de julho de 2016). «7/12 TNA Impact Results – McMahon's Report on "Destination X" Impact – TNA Title vs. X Title, KO Title match, "Final Deletion" follow-up, Moose debuts, Davey Richards returns». PW Torch
20. ↑  «GFW Destination X 2017». Cagematch. Consultado em 19 de agosto de 2017